# Hoher Geradstand
Der hohe Geradstand ist eine geburtshilfliche Einstellungsanomalie des Kindes im Mutterleib. Eine Regelwidrigkeit der Einstellung bezeichnet die Beziehung des vorangehenden Teils zum Geburtskanal. Die im Beckeneingang physiologisch quer stehende Pfeilnaht, die längste Achse des kindlichen Kopfes, steht beim hohen Geradstand im geraden Durchmesser, dem kleineren Durchmesser des elliptisch geformten Beckens. Die durch den im queren Durchmesser eingestellten Kopf normalerweise erfolgte Formanpassung an den querovalen Beckeneingang ist hier nicht erfolgt oder es liegen Ursachen vor, die eine Formanpassung verhindern. Der Muttermund ist dabei mindestens 8–10 cm geöffnet, die Fruchtblase ist offen und die Gebärende hat kräftige Wehen, davor spricht man von einer Tendenz zum hohen Geradstand.

## Einteilung
- Dorsoanteriorer hoher Geradstand (2/3 der Fälle): vorderer hoher Geradstand. Der kindliche Rücken ist nach vorn zum Bauch der Mutter hin gerichtet. Der Kopf ist dem Becken aufgesetzt, die Pfeilnaht verläuft im geraden Durchmesser, die kleine Fontanelle ist symphysenwärts gerichtet.
- Dorsoposteriorer hoher Geradstand (1/3 der Fälle): hinterer hoher Geradstand. Der kindliche Rücken ist nach hinten gerichtet, die kleine Fontanelle ist kreuzbeinwärts gerichtet.

## Häufigkeit
Eine Tendenz zum hohen Geradstand, also eine gerade Pfeilnaht während der Eröffnungsperiode zeigt sich bei ca. 2–3 % aller Geburten. Meist handelt es sich um eine vorübergehende Einstellungsanomalie, denn etwa zwei Drittel dieser Kinder drehen sich im Geburtsverlauf spontan und treten dann regelrecht ins Becken ein. Bei ca. 0,5 % aller Geburten bleibt die Fehleinstellung bestehen. Das Kind bleibt bis zur vollständigen Eröffnung mit geradem Pfeilnahtverlauf im Beckeneingang stehen. Erst jetzt spricht man von einem echten hohen Geradstand.

## Ursache
- Mütterliche Ursache: Die häufigste Ursache scheinen spastische Veränderungen im Bereich des Beckeneingangs zu sein, beispielsweise ein Spasmus im unteren Uterinsegment oder verspannte mütterliche Lendenmuskulatur. Seltener findet sich ein langes, plattes oder allgemein verengtes knöchernes Becken. Weitere Ursachen können tiefsitzende Myome oder eine Form der Placenta praevia sein.
- Kindliche Ursache: Hier kann die Ursache in einem zu großen Kopf, beispielsweise einem Hydrocephalus (Wasserkopf) liegen oder im Vorliegen kleiner Teile (z. B. Hand), was zu einer Drehungsbehinderung führen kann.

Ein hoher Geradstand kann auch in Kombination mit anderen Regelwidrigkeiten auftreten, wenn es darum geht, dass der Kopf vorübergehend die günstigste Formanpassung an den Beckeneingang zu erreichen versucht. Oft bleibt die Ursache auch unklar.

## Diagnostik
- frühe Hinweise sind ein hoch stehender kindlicher Kopf, der kindliche Rücken ist rechts hinten (IIb-Stellung), statt links oder rechts vorne (Ia- oder IIa-Stellung), protrahierter Verlauf, vorzeitiger Blasensprung, uneffektive Wehen
- Beim 3. Leopold-Handgriff tastet sich der Kopf auffallend schmal
- Der Zangemeister-Handgriff ist positiv, die Kopfhand liegt gleich oder höher als die Symphysenhand.
- Die kindlichen Herztöne sind am deutlichsten in der Mittellinie (vorderer hoher Geradstand) oder seitlich (hinterer hoher Geradstand) zu hören.
- Bei der vaginalen Untersuchung findet sich ein hoch stehender Kopf, der trotz Muttermundseröffnung nicht tiefer tritt. Der Pfeilnahtverlauf ist gerade. Solange der Kopf nicht gebeugt ist, tasten sich beide Fontanellen auf einer Höhe.
- Nach Blasensprung schwillt die Kopfhaut bei kräftiger Wehentätigkeit zu einem Caput succedaneum (Geburtsgeschwulst) an. Viele Frauen empfinden nun, trotz des hoch stehenden Kopfes, Pressdrang.

## Verlauf
Die Eröffnungsperiode verläuft protrahiert, da der Kopf nicht tiefer tritt und somit nicht auf den Muttermund drückt. Manche Kinder beugen auch ihren geraden Kopf in Beckeneingang maximal, im Sinne einer Roederer-Kopfhaltung. Dadurch gelingt eine Verkleinerung des Kopfumfanges. Der Kopf kann doch ins Becken eintreten. Ein dorsoposteriorer hoher Geradstand geht dann in eine hintere Hinterhauptslage über, kann sich aber auch noch als eine regelrechte vordere Hinterhauptslage einstellen. Bleibt ein hoher Geradstand über 2 Stunden ohne Geburtsfortschritt bestehen, muss abhängig von der Wehenstärke wegen der Gefahr einer Uterusruptur die Geburt mit Kaiserschnitt beendet werden.

## Therapie
- Wechsel der Gebärposition, insbesondere Wechsellagerung (Schaukellagerung)
- Periduralanästhesie, um eine maximale Entspannung der Mutter zu erreichen, und zur Schmerzbekämpfung
- Wärme, Massage, Aromatherapie, ebenfalls zur Entspannung der Mutter
- Knie-Kopf- oder Knie-Ellenbogenlagerung, damit der Kopf von der Symphyse wegrutscht und sich neu einstellen kann
- Kegelkugelhandgriff nach Liepmann
- Sectio caesarea (Kaiserschnitt)